# Marvin Phillip
Pour les articles homonymes, voir Phillip.
Marvin Phillip (né le 1er août 1984 à Williamsville à Trinité-et-Tobago) est un footballeur international trinidadien, qui évolue au poste de gardien de but à l'AC Port of Spain.

## Biographie

### Carrière en sélection
Avec l'équipe de Trinité-et-Tobago, il joue 44 matchs (pour aucun but inscrit) depuis 2007.
Il figure dans le groupe des sélectionnés lors des Gold Cup de 2007 et de 2013. Il atteint les quarts de finale de cette compétition en 2013.
Il participe à la Coupe du monde des moins de 17 ans 2001 et joue 10 matchs comptant pour les tours préliminaires de la coupe du monde, lors des éditions 2010 et 2014.

## Palmarès
| San Juan Jabloteh \| - Championnat de Trinité-et-Tobago (2) : - Champion : 2002 et 2003. - Vice-champion : 2005. - Coupe de Trinité-et-Tobago (1) : - Vainqueur : 2005. - Coupe FCB de Trinité-et-Tobago (1) : - Vainqueur : 2003. - Finaliste : 2005. \| \| - Coupe Pro Bowl de Trinité-et-Tobago (2) : - Vainqueur : 2003 et 2005. - Coupe Toyota Classic de Trinité-et-Tobago : - Finaliste : 2005. - CFU Club Championship (1) : - Vainqueur : 2003. \| |  | Defence Force - Coupe FCB de Trinité-et-Tobago : - Finaliste : 2004. |
| - Championnat de Trinité-et-Tobago (2) : - Champion : 2002 et 2003. - Vice-champion : 2005. - Coupe de Trinité-et-Tobago (1) : - Vainqueur : 2005. - Coupe FCB de Trinité-et-Tobago (1) : - Vainqueur : 2003. - Finaliste : 2005. |  | - Coupe Pro Bowl de Trinité-et-Tobago (2) : - Vainqueur : 2003 et 2005. - Coupe Toyota Classic de Trinité-et-Tobago : - Finaliste : 2005. - CFU Club Championship (1) : - Vainqueur : 2003. |

| W Connection \| - Championnat de Trinité-et-Tobago (2) : - Champion : 2011-12 et 2013-14. - Coupe de Trinité-et-Tobago (2) : - Vainqueur : 2013-14. - Finaliste : 2008. - Coupe FCB de Trinité-et-Tobago (1) : - Vainqueur : 2008. \| \| - Coupe Pro Bowl de Trinité-et-Tobago (1) : - Vainqueur : 2011. - Coupe Goal Shield de Trinité-et-Tobago (1) : - Vainqueur : 2011. - CFU Club Championship (1) : - Vainqueur : 2009. - Finaliste : 2012. \| |  | Joe Public - CFU Club Championship : - Finaliste : 2010. |
| - Championnat de Trinité-et-Tobago (2) : - Champion : 2011-12 et 2013-14. - Coupe de Trinité-et-Tobago (2) : - Vainqueur : 2013-14. - Finaliste : 2008. - Coupe FCB de Trinité-et-Tobago (1) : - Vainqueur : 2008. |  | - Coupe Pro Bowl de Trinité-et-Tobago (1) : - Vainqueur : 2011. - Coupe Goal Shield de Trinité-et-Tobago (1) : - Vainqueur : 2011. - CFU Club Championship (1) : - Vainqueur : 2009. - Finaliste : 2012. |